# Oostpoort (Rotterdam)

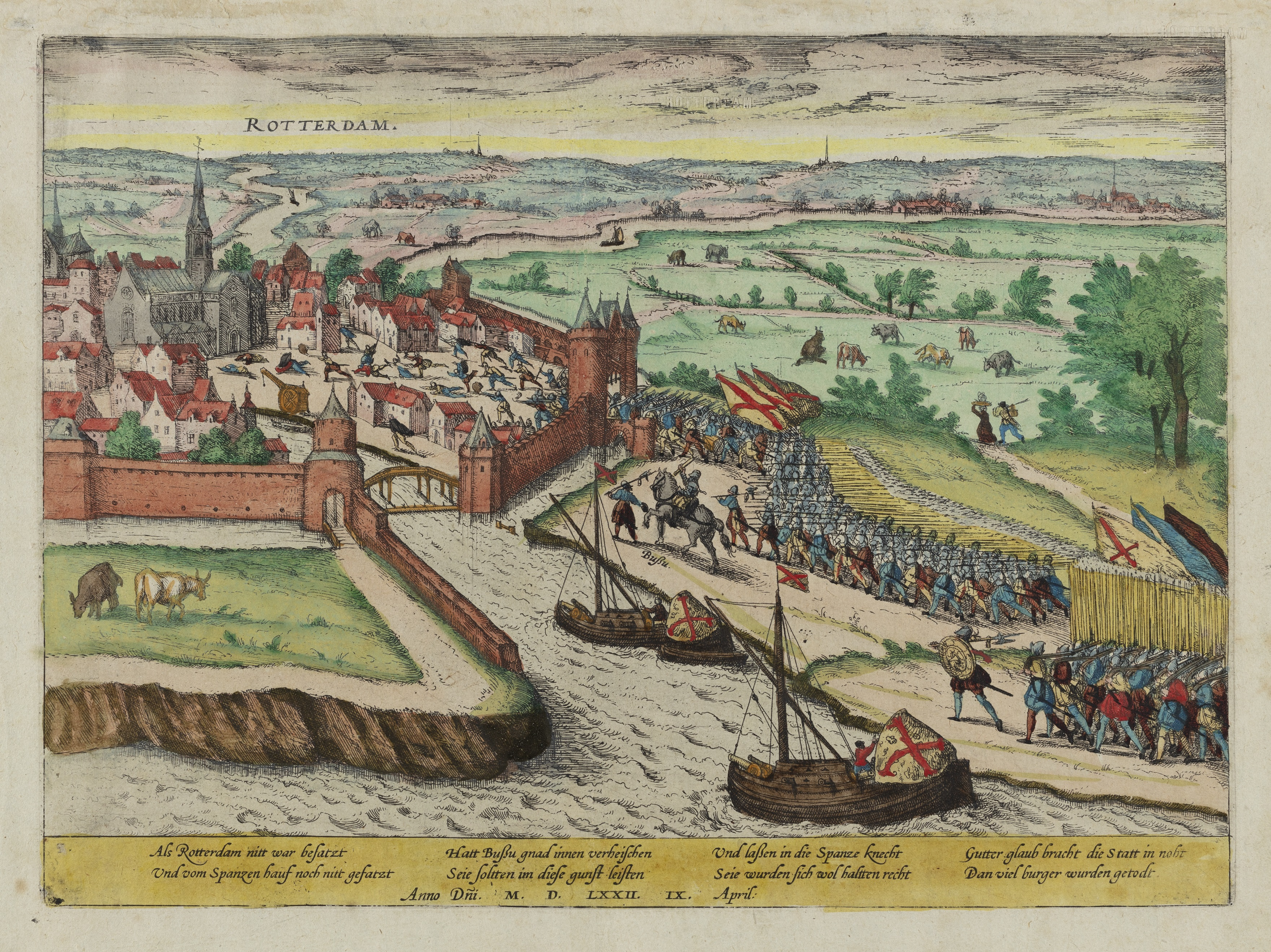
Inval van de Spanjaarden op 9 april 1572 via de Oostpoort

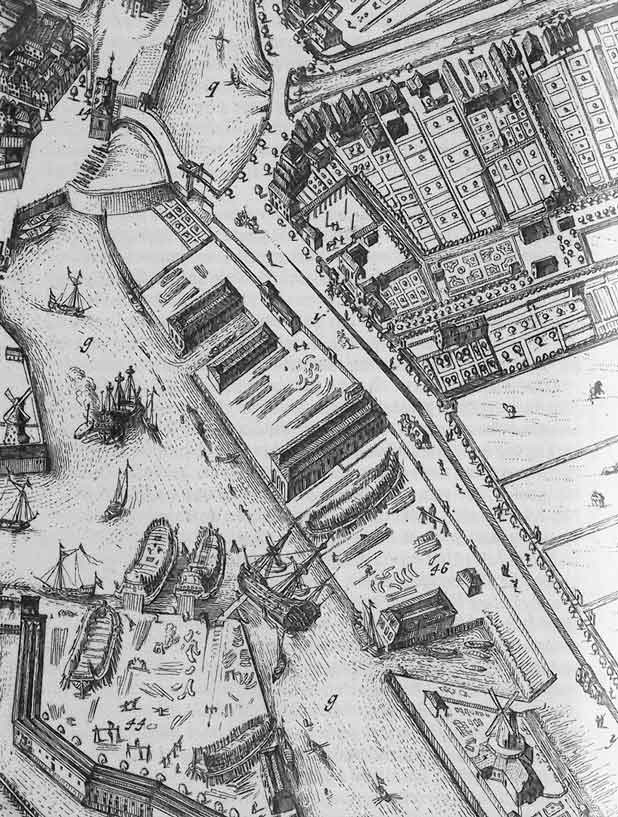
Vogelvluchtkaart door Johannes de Vou uit 1694, detail.

De Oostpoort in Rotterdam was een stadspoort die gelegen was ter hoogte van het huidige Oostplein.

## Historie
Van de oudste Oostpoort is geen precies bouwjaar bekend. Waarschijnlijk is deze rond 1358 gebouwd. In 1563 is de Oostpoort door een grote brand getroffen. De Oostpoort werd toen hersteld. Op 9 april 1572 trok de Spaanse stadhouder Bossu via de Oostpoort de stad binnen en richtte er een bloedbad aan (zie Bestorming van Rotterdam (1572). Een tiental Rotterdammers vonden de dood waaronder Burgemeester Roos en Zwart Jan. In 1574 stortte de Oostpoort in.
In 1613 werd een nieuwe Oostpoort gebouwd die in 1836 werd gesloopt. De restanten van de poort werden in 1912 afgebroken.

## Heden
De gevelsteen uit de poort van 1613 die herinnert aan de inval van Bossu is bewaard gebleven en ingemetseld in het filiaal van de Amsterdamse bank (nu ABN-AMRO) aan het Oostplein. Hier ligt ook het metrostation Oostplein.